# Vladimir Bystrov
Vladimir Sergeevič Bystrov (in russo Владимир Серге́евич Быстров?; Luga, 31 gennaio 1984) è un allenatore di calcio ed ex calciatore russo, di ruolo centrocampista, vice commissario tecnico della nazionale Under-18 russa.

## Carriera

### Club
Giocò dal 2001 al 2005 per lo Zenit San Pietroburgo debuttando in Prem'er-Liga a 18 anni. Giocò comunque la sua prima partita in assoluto nel 2002, in occasione della finale di Coppa di Russia.
Con lo Spartak debuttò in UEFA Champions League nella stagione 2006-2007 giocando tutte e sei le partite dei turni preliminari a cui ha partecipato la squadra prima di venire eliminata ai tiri di rigore dal Celtic.
Il 28 agosto 2009, torna allo Zenit San Pietroburgo che versa circa 15 milioni di euro nelle casse dello Spartak, firmando un contratto quinquennale. Con lo Zenit vince due campionati, una Coppa di Russia e una Supercoppa.
Dopo una brave parentesi all'Anži, milita per tre stagioni nel Krasnodar.
Nella stagione 2017-2018 vince nuovamente la Coppa di Russia con la maglia del Tosno.

### Nazionale
Con la rappresentativa russa ha collezionate 47 presenze impreziosite da quattro reti.
Ha esordito il 31 marzo 2004 in amichevole contro la Bulgaria, entrando nella ripresa al posto di Rolan Gusev.
Partecipò ventenne all'Europeo 2004 giocando per 18 minuti contro il Portogallo (0-2), entrando al posto di Marat Izmajlov.
Segna il suo primo gol in nazionale durante le qualificazioni per l'Europeo 2008, nella partita contro la Macedonia vinta per 2-0.

## Statistiche

### Presenze e reti nei club
| Stagione             | Squadra               | Campionato           | Campionato | Campionato | Coppe nazionali | Coppe nazionali | Coppe nazionali | Coppe continentali | Coppe continentali | Coppe continentali | Altre coppe | Altre coppe | Altre coppe | Totale | Totale |
| Stagione             | Squadra               | Comp                 | Pres       | Reti       | Comp            | Pres            | Reti            | Comp               | Pres               | Reti               | Comp        | Pres        | Reti        | Pres   | Reti   |
| -------------------- | --------------------- | -------------------- | ---------- | ---------- | --------------- | --------------- | --------------- | ------------------ | ------------------ | ------------------ | ----------- | ----------- | ----------- | ------ | ------ |
| 2001                 | Zenit San Pietroburgo | VD                   | 1          | 0          |                 |                 |                 |                    |                    |                    |             |             |             | 1      | 0      |
| 2002                 | Zenit San Pietroburgo | PL                   | 11         | 3          | KR              | 2               | 0               | CU                 | 1                  | 0                  |             |             |             | 14     | 3      |
| 2003                 | Zenit San Pietroburgo | PL                   | 20         | 4          | KR              | 0               | 0               |                    |                    |                    |             |             |             | 20     | 4      |
| 2004                 | Zenit San Pietroburgo | PL                   | 30         | 1          | KR              | 2               | 0               | CU                 | 4                  | 0                  |             |             |             | 36     | 1      |
| 2005                 | Zenit San Pietroburgo | PL                   | 12         | 1          | KR              | 5               | 0               |                    |                    |                    |             |             |             | 17     | 1      |
| 2005                 | Spartak Mosca         | PL                   | 15         | 3          | KR              | 0               | 0               | -                  | -                  | -                  | -           | -           | -           | 15     | 3      |
| 2006                 | Spartak Mosca         | PL                   | 24         | 6          | KR              | 9               | 1               | CL+CU              | 9+2                | 0                  | SR          | 1           | 0           | 45     | 7      |
| 2007                 | Spartak Mosca         | PL                   | 18         | 3          | KR              | 5               | 0               | CL+CU              | 2+2                | 0+0                |             |             |             | 27     | 3      |
| 2008                 | Spartak Mosca         | PL                   | 24         | 1          | KR              | 0               | 0               | CL+CU              | 2+3                | 0+0+0              |             |             |             | 29     | 1      |
| 2009                 | Spartak Mosca         | PL                   | 18         | 4          | KR              | 1               | 0               |                    |                    |                    |             |             |             | 19     | 4      |
| Totale Spartak Mosca | Totale Spartak Mosca  | Totale Spartak Mosca | 99         | 17         |                 | 15              | 1               |                    | ?                  | ?                  |             | 1           | 0           | ?      | ?      |
| 2009                 | Zenit San Pietroburgo | PL                   | 10         | 6          | KR              | 3               | 1               | -                  | -                  | -                  | -           | -           | -           | 13     | 7      |
| 2010                 | Zenit San Pietroburgo | PL                   | 25         | 6          | KR              | 1               | 0               | CL+EL              | 3+1                | 0+0                |             |             |             | 30     | 6      |
| 2011-2012            | Zenit San Pietroburgo | PL                   | 12         | 1          | KR              | 1               | 0+0             | CL+EL              | 1+4                | 0+0                | SR          | 0           | 0           | 18     | 1      |
| 2012-2013            | Zenit San Pietroburgo | PL                   | 24         | 3          | KR              | 2               | 0               | CL+EL              | 5+1                | 0+0                | SR          | 1           | 0           | 33     | 3      |
| 2013-gen. 2014       | Zenit San Pietroburgo | PL                   | 15         | 0          | KR              | 0               | 0               | CL                 | 5                  | 0                  | SR          | 1           | 0           | 21     | 0      |
| Totale Zenit         | Totale Zenit          | Totale Zenit         | ?          | ?          |                 | ?               | ?               |                    | ?                  | ?                  |             | 2           | 0           | ?      | ?      |
| gen.-giu. 2014       | Anži                  | PL                   | 11         | 1          | KR              | 0               | 0               | -                  | -                  | -                  | -           | -           | -           | 11     | 1      |
| 2014-2015            | Krasnodar             | PL                   | 19         | 3          | KR              | 0               | 0               | EL                 | 5                  | 2                  | -           | -           | -           | 24     | 5      |
| 2015-2016            | Krasnodar             | PL                   | 13         | 0          | KR              | 2               | 0               | EL                 | 2                  | 0                  | -           | -           | -           | 17     | 0      |
| 2016-2017            | Krasnodar             | PL                   | 8          | 0          | KR              | 2               | 0               | EL                 | 2                  | 0                  | -           | -           | -           | 12     | 0      |
| Totale Krasnodar     | Totale Krasnodar      | Totale Krasnodar     | ?          | ?          |                 | ?               | ?               |                    | ?                  | ?                  |             | -           | -           | ?      | ?      |
| 2017-2018            | Tosno                 | PL                   | 3          | 0          | KR              | 1               | 0               | -                  | -                  | -                  | -           | -           | -           | 4      | 0      |
| Totale carriera      | Totale carriera       | Totale carriera      | 338+       | 39+        |                 | 7+              | 0+              |                    | 40                 | 0                  |             | 3           | 0           | 386+   | 39+    |

### Cronologia presenze e reti in nazionale
| Cronologia completa delle presenze e delle reti in nazionale ― Russia | Cronologia completa delle presenze e delle reti in nazionale ― Russia | Cronologia completa delle presenze e delle reti in nazionale ― Russia | Cronologia completa delle presenze e delle reti in nazionale ― Russia | Cronologia completa delle presenze e delle reti in nazionale ― Russia | Cronologia completa delle presenze e delle reti in nazionale ― Russia | Cronologia completa delle presenze e delle reti in nazionale ― Russia | Cronologia completa delle presenze e delle reti in nazionale ― Russia |
| Data                                                                  | Città                                                                 | In casa                                                               | Risultato                                                             | Ospiti                                                                | Competizione                                                          | Reti                                                                  | Note                                                                  |
| --------------------------------------------------------------------- | --------------------------------------------------------------------- | --------------------------------------------------------------------- | --------------------------------------------------------------------- | --------------------------------------------------------------------- | --------------------------------------------------------------------- | --------------------------------------------------------------------- | --------------------------------------------------------------------- |
| 31-3-2004                                                             | Sofia                                                                 | Bulgaria                                                              | 2 – 2                                                                 | Russia                                                                | Amichevole                                                            | -                                                                     | 46’ 86’                                                               |
| 25-5-2004                                                             | Graz                                                                  | Austria                                                               | 0 – 0                                                                 | Russia                                                                | Amichevole                                                            | -                                                                     | 46’                                                                   |
| 16-6-2004                                                             | Lisbona                                                               | Russia                                                                | 0 – 2                                                                 | Portogallo                                                            | Euro 2004 - 1º turno                                                  | -                                                                     | 72’                                                                   |
| 18-8-2004                                                             | Mosca                                                                 | Russia                                                                | 4 – 3                                                                 | Lituania                                                              | Amichevole                                                            | -                                                                     | 46’                                                                   |
| 26-3-2005                                                             | Vaduz                                                                 | Liechtenstein                                                         | 1 – 2                                                                 | Russia                                                                | Qual. Mondiali 2006                                                   | -                                                                     | 67’                                                                   |
| 30-3-2005                                                             | Tallinn                                                               | Estonia                                                               | 1 – 1                                                                 | Russia                                                                | Qual. Mondiali 2006                                                   | -                                                                     | 70’                                                                   |
| 4-6-2005                                                              | San Pietroburgo                                                       | Russia                                                                | 2 – 0                                                                 | Lettonia                                                              | Qual. Mondiali 2006                                                   | -                                                                     | 56’                                                                   |
| 17-8-2005                                                             | Riga                                                                  | Lettonia                                                              | 1 – 1                                                                 | Russia                                                                | Qual. Mondiali 2006                                                   | -                                                                     | 59’                                                                   |
| 11-10-2006                                                            | San Pietroburgo                                                       | Russia                                                                | 2 – 0                                                                 | Estonia                                                               | Qual. Euro 2008                                                       | -                                                                     |                                                                       |
| 15-11-2006                                                            | Skopje                                                                | Macedonia                                                             | 0 – 2                                                                 | Russia                                                                | Qual. Euro 2008                                                       | 1                                                                     |                                                                       |
| 7-2-2007                                                              | Amsterdam                                                             | Paesi Bassi                                                           | 4 – 1                                                                 | Russia                                                                | Amichevole                                                            | 1                                                                     |                                                                       |
| 24-3-2007                                                             | Tallinn                                                               | Estonia                                                               | 0 – 2                                                                 | Russia                                                                | Qual. Euro 2008                                                       | -                                                                     | 90’                                                                   |
| 2-6-2007                                                              | Mosca                                                                 | Russia                                                                | 4 – 0                                                                 | Andorra                                                               | Qual. Euro 2008                                                       | -                                                                     |                                                                       |
| 6-6-2007                                                              | Zagabria                                                              | Croazia                                                               | 0 – 0                                                                 | Russia                                                                | Qual. Euro 2008                                                       | -                                                                     | 61’                                                                   |
| 8-9-2007                                                              | Mosca                                                                 | Russia                                                                | 3 – 0                                                                 | Macedonia                                                             | Qual. Euro 2008                                                       | -                                                                     | 87’                                                                   |
| 12-9-2007                                                             | Londra                                                                | Inghilterra                                                           | 3 – 0                                                                 | Russia                                                                | Qual. Euro 2008                                                       | -                                                                     | 40’                                                                   |
| 26-3-2008                                                             | Bucarest                                                              | Romania                                                               | 3 – 0                                                                 | Russia                                                                | Amichevole                                                            | -                                                                     |                                                                       |
| 23-5-2008                                                             | Mosca                                                                 | Russia                                                                | 6 – 0                                                                 | Kazakistan                                                            | Amichevole                                                            | 1                                                                     | 46’                                                                   |
| 28-5-2008                                                             | Burghausen                                                            | Serbia                                                                | 1 – 2                                                                 | Russia                                                                | Amichevole                                                            | -                                                                     | 66’                                                                   |
| 4-6-2008                                                              | Burghausen                                                            | Russia                                                                | 4 – 1                                                                 | Lituania                                                              | Amichevole                                                            | 1                                                                     | 55’                                                                   |
| 10-6-2008                                                             | Innsbruck                                                             | Spagna                                                                | 4 – 1                                                                 | Russia                                                                | Euro 2008 - 1º turno                                                  | -                                                                     | 46’ 70’                                                               |
| 18-6-2008                                                             | Innsbruck                                                             | Russia                                                                | 2 – 0                                                                 | Svezia                                                                | Euro 2008 - 1º turno                                                  | -                                                                     | 90’                                                                   |
| 20-8-2008                                                             | Mosca                                                                 | Russia                                                                | 1 – 1                                                                 | Paesi Bassi                                                           | Amichevole                                                            | -                                                                     | 63’                                                                   |
| 10-9-2008                                                             | Mosca                                                                 | Russia                                                                | 2 – 1                                                                 | Galles                                                                | Qual. Mondiali 2010                                                   | -                                                                     | 90+4’                                                                 |
| 10-6-2009                                                             | Helsinki                                                              | Finlandia                                                             | 0 – 3                                                                 | Russia                                                                | Qual. Mondiali 2010                                                   | -                                                                     | 77’                                                                   |
| 5-9-2009                                                              | San Pietroburgo                                                       | Russia                                                                | 3 – 0                                                                 | Liechtenstein                                                         | Qual. Mondiali 2010                                                   | -                                                                     |                                                                       |
| 9-9-2009                                                              | Cardiff                                                               | Galles                                                                | 1 – 3                                                                 | Russia                                                                | Qual. Mondiali 2010                                                   | -                                                                     |                                                                       |
| 10-10-2009                                                            | Mosca                                                                 | Russia                                                                | 0 – 1                                                                 | Germania                                                              | Qual. Mondiali 2010                                                   | -                                                                     |                                                                       |
| 14-10-2009                                                            | Baku                                                                  | Azerbaigian                                                           | 1 – 1                                                                 | Russia                                                                | Qual. Mondiali 2010                                                   | -                                                                     | 64’                                                                   |
| 14-11-2009                                                            | Mosca                                                                 | Russia                                                                | 2 – 1                                                                 | Slovenia                                                              | Qual. Mondiali 2010                                                   | -                                                                     | 61’                                                                   |
| 3-3-2010                                                              | Budapest                                                              | Ungheria                                                              | 1 – 1                                                                 | Russia                                                                | Amichevole                                                            | -                                                                     | 84’                                                                   |
| 3-9-2010                                                              | Andorra la Vella                                                      | Andorra                                                               | 0 – 2                                                                 | Russia                                                                | Qual. Euro 2012                                                       | -                                                                     | 61’                                                                   |
| 7-9-2010                                                              | Mosca                                                                 | Russia                                                                | 0 – 1                                                                 | Slovacchia                                                            | Qual. Euro 2012                                                       | -                                                                     | 61’                                                                   |
| 12-10-2010                                                            | Skopje                                                                | Macedonia                                                             | 0 – 1                                                                 | Russia                                                                | Qual. Euro 2012                                                       | -                                                                     | 81’                                                                   |
| 9-2-2011                                                              | Abu Dhabi                                                             | Iran                                                                  | 1 – 0                                                                 | Russia                                                                | Amichevole                                                            | -                                                                     | 46’                                                                   |
| 15-8-2012                                                             | Mosca                                                                 | Russia                                                                | 1 – 1                                                                 | Costa d'Avorio                                                        | Amichevole                                                            | -                                                                     | 74’                                                                   |
| 7-9-2012                                                              | Mosca                                                                 | Russia                                                                | 2 – 0                                                                 | Irlanda del Nord                                                      | Qual. Mondiali 2014                                                   | -                                                                     |                                                                       |
| 11-9-2012                                                             | Gerusalemme                                                           | Israele                                                               | 0 – 4                                                                 | Russia                                                                | Qual. Mondiali 2014                                                   | -                                                                     | 23’                                                                   |
| 12-10-2012                                                            | Mosca                                                                 | Russia                                                                | 1 – 0                                                                 | Portogallo                                                            | Qual. Mondiali 2014                                                   | -                                                                     | 83’                                                                   |
| 16-10-2012                                                            | Mosca                                                                 | Russia                                                                | 1 – 0                                                                 | Azerbaigian                                                           | Qual. Mondiali 2014                                                   | -                                                                     | 62’                                                                   |
| 6-2-2013                                                              | Marbella                                                              | Islanda                                                               | 0 – 2                                                                 | Russia                                                                | Amichevole                                                            | -                                                                     | 76’                                                                   |
| 25-3-2013                                                             | Londra                                                                | Brasile                                                               | 1 – 1                                                                 | Russia                                                                | Amichevole                                                            | -                                                                     | 46’                                                                   |
| 7-6-2013                                                              | Lisbona                                                               | Portogallo                                                            | 1 – 0                                                                 | Russia                                                                | Qual. Mondiali 2014                                                   | -                                                                     |                                                                       |
| 14-8-2013                                                             | Belfast                                                               | Irlanda del Nord                                                      | 1 – 0                                                                 | Russia                                                                | Qual. Mondiali 2014                                                   | -                                                                     |                                                                       |
| 6-9-2013                                                              | Kazan'                                                                | Russia                                                                | 4 – 1                                                                 | Lussemburgo                                                           | Qual. Mondiali 2014                                                   | -                                                                     | 68’                                                                   |
| 10-9-2013                                                             | San Pietroburgo                                                       | Russia                                                                | 3 – 1                                                                 | Israele                                                               | Qual. Mondiali 2014                                                   | -                                                                     | 77’                                                                   |
| 11-10-2013                                                            | Lussemburgo                                                           | Lussemburgo                                                           | 0 – 4                                                                 | Russia                                                                | Qual. Mondiali 2014                                                   | -                                                                     | 65’                                                                   |
| Totale                                                                |                                                                       | Presenze                                                              | 47                                                                    |                                                                       | Reti                                                                  | 4                                                                     |                                                                       |

## Palmarès

### Club

#### Competizioni nazionali
- Coppa di Russia: 2

Zenit San Pietroburgo: 2009-2010
Tosno: 2017-2018
- Campionato russo: 2

Zenit: 2010, 2011-2012
- Supercoppa di Russia: 1

Zenit: 2011